# Твердохліб-Банах Ірина
Ірина Іванівна Твердохліб-Банах (Irene Banach-Twerdochlib) (* 27 березня 1918, Винники — 17 травня 2013 р., Айрондеквойт, штат Нью-Йорк, США) — українська художниця, графік, ілюстраторка книжок, майстриня народної вибійки — займалася відродженням цього мистецтва.

## Життєпис
Після закінчення середньої школи, деякий час бере уроки малярства у Фелікса Вигживальського. 1939 року вступає на навчання до Державного Інституту Пластичного мистецтва у Львові. Серед викладачів Микола Федюк, Михайло Осінчук. Після завершення мистецьких студій, деякий час викладає малювання у середній Фаховій Жіночій Школі у Львові. Тоді ж, 1944 року, стає членом Спілки Образотворчих Митців.
Мистецьку освіту здобула в Інституті прикладного та декоративного мистецтва у Львові — 1943, й Рочестерському технологічному інституті на відділі мистецтва.
До 1949 року жила в Австрії та Німеччині — Аугсбург, там почала ілюструвати дитячі книжки, з 1949 — в США.
Похована на українському православному цвинтарі св. Андрія в Нью-Джерсі (США).

## Творчість
Картини на релігійні («Ікона Божої матері», 1981 р.) та символістичні («Два світи», 1975 р.; «У вирі життя», 1986 р; «Сибір») теми; жанрові полотна: («Українська мати на грані двох світів», 1976 р.; «Голод на Україні у 1932–33 рр.», 1980 р.; «Україна сьогодні», 1980 р.; «Божа Мати в день Різдва Христового повертається з діточками в Україну», 1989 р. та ін.), пейзажі: («Церква св. Миколи у Кривчицях», 1978 р.); портрети (дочки Орисі, 1980 р.; чоловіка, 1983 р.); натюрморти: («Мої улюблені квіти», 1979 р.; «Маки в городі», 1980 р.) тощо.
Працює в наступній техніці: емаль, кераміка, лінорити, портрети, фотографія, шовкодрук.
Виставки були індивідуально і на збірних виставках: в Клівленді, Нью-Йорку, Рочестері, Торонто, Філадельфії.
1987 року видана українською і англійською мовами «Творчість І. Банах-Твердохліб» з репродукціями картин та інших жанрів творчості.
Серед її робіт:
- «Україна сьогодні»,
- «До волі»,
- «Голод в Україні. 1932—1933»,
- «Хресна дорога Української матері».

Твори зберігаються, зокрема, в Музеї Блажейнішого Патріарха в Римі, Музеї культурної спадщини — філіал Музею історії Києва, та приватних колекціях.

## Родина
Чоловік — Петро. Діти — син Любомир і донька Орися.